# Districtul Bulisa
Districtul Bulisa este una dintre cele 80 unități administrativ-teritoriale de gradul I ale Ugandei.